# 1853 dans les chemins de fer

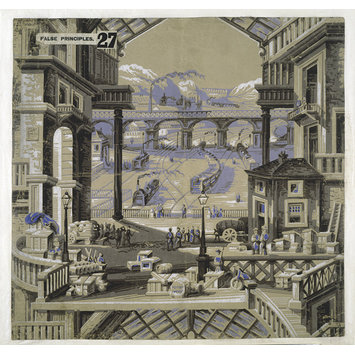
Vue d'une station de chemin de fer en 1853

Chronologie des chemins de fer
1852 dans les chemins de fer - 1853 - 1854 dans les chemins de fer

## Évènements

### Janvier
- Création de la compagnie ferroviaire du Grand Central, avec pour ambition de joindre Paris au Midi de la France.

### Mai
- 25 mai, Italie : décret impérial autorisant la création de la Compagnie du chemin de fer Victor-Emmanuel.

### Juillet
- 18 juillet : achèvement de la liaison ferroviaire Paris-Angoulême-Bordeaux.
- 30 juillet.  France :   décret impérial portant autorisation de la Compagnie du chemin de fer Grand-Central de France.

### Août
- 6 août.  France :   décret impérial portant autorisation de la Compagnie du chemin de fer de Lyon à Genève.
- 17 août.  France :   la Compagnie du chemin de fer de Paris à Strasbourg absorbe les Compagnies du chemin de fer de Montereau à Troyes et du chemin de fer de Blesme et Saint-Dizier à Gray.

### Septembre
- 30 septembre.  France :   décret impérial portant autorisation de la Compagnie des chemins de fer de jonction du Rhône à la Loire.

### Octobre
- 12 octobre.  France :   décret impérial approuvant les modifications des statuts de la Compagnie du chemin fer de Paris à Sceaux qui prend la dénomination de Compagnie du chemin fer de Paris à Orsay.

### Novembre
- 10 novembre.  Canada :   ouverture d'une ligne de Hamilton jusqu'au pont suspendu des chutes du Niagara par la Compagnie du Great Western Railway.

### Décembre
- 26 décembre.  France :   décret impérial approuvant la fusion de la Compagnie des chemins de fer de jonction du Rhône à la Loire dans la Compagnie du chemin de fer Grand-Central de France.

## Naissances
- x

## Décès
- x